# Romuald Rejewski
Romuald Rejewski (ur. 21 października 1940 w Bydgoszczy, zm. 7 czerwca 1977 w Poznaniu w lesie przy ul. Głuszyna) – pułkownik pilot Sił Zbrojnych Polskiej Rzeczypospolitej Ludowej, oficer lotnictwa myśliwskiego Wojsk Obrony Powietrznej Kraju.

## Życiorys
W 1958 roku ukończył Technikum Budowy Dróg i Mostów w Toruniu. W 1962 roku ukończył jako prymus Oficerską Szkołę Lotniczą w Dęblinie. Karierę pilota wojskowego rozpoczął w 26 Pułku Lotnictwa Myśliwskiego OPK w Zegrzu Pomorskim, gdzie był kolejno pilotem, starszym pilotem, dowódcą klucza lotniczego i nawigatorem eskadry. W latach 1966–1969 studiował w Akademii Sztabu Generalnego WP w Rembertowie. Akademię ukończył z wyróżnieniem. Następnie był zastępcą dowódcy eskadry lotniczej w 34 Pułku Lotnictwa Myśliwskiego OPK w Gdyni-Babich Dołach. W 1973 został dowódcą eskadry, a następnie zastępcą do spraw liniowych dowódcy 11 Pułku Lotnictwa Myśliwskiego OPK we Wrocławiu. W 1974 został zastępcą dowódcy do spraw liniowych, a w lipcu 1975 roku dowódcą 62 Pułku Lotnictwa Myśliwskiego OPK w Poznaniu-Krzesinach. Uczestniczył wraz z pułkiem w strzelaniach na poligonie w Astrachaniu w ZSRR, za które pułk otrzymał ocenę celującą.
7 czerwca 1977 roku o godz. 12.30 zginął w katastrofie samolotu MiG-21US wraz z ppłk. dypl. pil. Antonim Babkiewiczem w czasie lotu ćwiczebnego na atakowanie celów naziemnych nastąpiło przeciągnięcie maszyny i gwałtowne zwalenie się samolotu i zderzenie z ziemią w lesie na południe od ulicy Głuszyna w Poznaniu.
Był pilotem wojskowym klasy mistrzowskiej. W powietrzu spędził 1434 godzin na samolotach UTI Mig-15, Lim-2, Lim-5 i MiG-21.
Obaj piloci pośmiertnie zostali awansowani do stopnia pułkownika.

## Odznaczenia
- Krzyż Kawalerski Orderu Odrodzenia Polski
- Złoty Krzyż Zasługi

## Źródła
- Józef Zieliński, Dowódcy Pułków Lotnictwa Polskiego 1921-2012, Wydawnictwo Bellona, Warszawa 2015, s. 305